# Europees kampioenschap handbal mannen 2000
Het 4de Europees kampioenschap handbal mannen vond plaats van 21 tot 30 januari 2000 in Kroatië. Twaalf landenteams namen deel aan de strijd om de Europese titel. Titelverdediger Zweden wist de titel te prolongeren.

## Voorronde

### Groep A
| Land      | Wed | W | G | V | DV  | DT  | DS  | Ptn |
| --------- | --- | - | - | - | --- | --- | --- | --- |
| Frankrijk | 5   | 4 | 1 | 0 | 127 | 110 | +17 | 9   |
| Spanje    | 5   | 4 | 0 | 1 | 128 | 120 | +8  | 8   |
| Kroatië   | 5   | 3 | 1 | 1 | 122 | 114 | +8  | 7   |
| Noorwegen | 5   | 1 | 1 | 3 | 106 | 114 | –8  | 3   |
| Duitsland | 5   | 0 | 2 | 3 | 110 | 119 | –9  | 2   |
| Oekraïne  | 5   | 0 | 1 | 4 | 104 | 120 | –16 | 1   |

| Spanje    | 27 – 22 | Kroatië   |
| Duitsland | 24 – 24 | Oekraïne  |
| Frankrijk | 24 – 21 | Noorwegen |
| Kroatië   | 21 – 20 | Duitsland |
| Noorwegen | 21 – 25 | Spanje    |
| Oekraïne  | 22 – 24 | Frankrijk |
| Spanje    | 27 – 24 | Oekraïne  |
| Duitsland | 19 – 25 | Frankrijk |
| Kroatië   | 27 – 23 | Noorwegen |
| Duitsland | 22 – 22 | Noorwegen |
| Frankrijk | 28 – 22 | Spanje    |
| Oekraïne  | 18 – 26 | Kroatië   |
| Noorwegen | 19 – 16 | Oekraïne  |
| Frankrijk | 26 – 26 | Kroatië   |
| Spanje    | 27 – 25 | Duitsland |

### Groep B
| Land       | Wed | W | G | V | DV  | DT  | DS  | Ptn |
| ---------- | --- | - | - | - | --- | --- | --- | --- |
| Zweden     | 5   | 5 | 0 | 0 | 143 | 115 | +28 | 10  |
| Rusland    | 5   | 4 | 0 | 1 | 128 | 120 | +8  | 8   |
| Slovenië   | 5   | 2 | 0 | 3 | 129 | 131 | –2  | 4   |
| Portugal   | 5   | 2 | 0 | 3 | 123 | 133 | –10 | 4   |
| Denemarken | 5   | 2 | 0 | 3 | 126 | 134 | –8  | 4   |
| IJsland    | 5   | 0 | 0 | 5 | 121 | 137 | –16 | 0   |

| Rusland    | 27 – 26 | Denemarken |
| Zweden     | 31 – 23 | IJsland    |
| Portugal   | 28 – 27 | Slovenië   |
| Denemarken | 22 – 29 | Zweden     |
| Slovenië   | 23 – 27 | Rusland    |
| IJsland    | 25 – 28 | Portugal   |
| Rusland    | 25 – 23 | IJsland    |
| Zweden     | 29 – 21 | Portugal   |
| Denemarken | 24 – 28 | Slovenië   |
| Zweden     | 26 – 24 | Slovenië   |
| Portugal   | 20 – 24 | Rusland    |
| IJsland    | 24 – 26 | Denemarken |
| Slovenië   | 27 – 26 | IJsland    |
| Portugal   | 26 – 28 | Denemarken |
| Rusland    | 25 – 28 | Zweden     |

## Finaleronde

### Halve finales
| 29 januari 15:00 | Rusland | 30–23 | Frankrijk | Dom Športova, Zagreb Toeschouwers: 3.000 Scheidsrechters: Nachevski, Nachevski (MKD) |
| 29 januari 15:00 | (16–10) |       |           | Dom Športova, Zagreb Toeschouwers: 3.000 Scheidsrechters: Nachevski, Nachevski (MKD) |
| 29 januari 15:00 |         |       |           | Dom Športova, Zagreb Toeschouwers: 3.000 Scheidsrechters: Nachevski, Nachevski (MKD) |

| 29 januari 17:30 | Zweden  | 23–21 | Spanje | Dom Športova, Zagreb Toeschouwers: 7.500 Scheidsrechters: Bülow, Lübker (GER) |
| 29 januari 17:30 | (11–12) |       |        | Dom Športova, Zagreb Toeschouwers: 7.500 Scheidsrechters: Bülow, Lübker (GER) |
| 29 januari 17:30 |         |       |        | Dom Športova, Zagreb Toeschouwers: 7.500 Scheidsrechters: Bülow, Lübker (GER) |

### 11de/12de plaats
| 29 januari 15:00 | Oekraïne | 25–26 | IJsland | Dvorana Mladosti, Rijeka Toeschouwers: 200 Scheidsrechters: Pendic, Majstorovic (SRB) |
| 29 januari 15:00 | (12–13)  |       |         | Dvorana Mladosti, Rijeka Toeschouwers: 200 Scheidsrechters: Pendic, Majstorovic (SRB) |
| 29 januari 15:00 |          |       |         | Dvorana Mladosti, Rijeka Toeschouwers: 200 Scheidsrechters: Pendic, Majstorovic (SRB) |

### 9de/10de plaats
| 29 januari 17:30 | Duitsland | 19–17 | Denemarken | Dvorana Mladosti, Rijeka Toeschouwers: 350 Scheidsrechters: Klucso, Lekrinszki (HUN) |
| 29 januari 17:30 | (8–10)    |       |            | Dvorana Mladosti, Rijeka Toeschouwers: 350 Scheidsrechters: Klucso, Lekrinszki (HUN) |
| 29 januari 17:30 |           |       |            | Dvorana Mladosti, Rijeka Toeschouwers: 350 Scheidsrechters: Klucso, Lekrinszki (HUN) |

### 7de/8ste plaats
| 29 januari 20:00 | Noorwegen                             | 27–30 (n.V.) | Portugal | Dvorana Mladosti, Rijeka Toeschouwers: 100 Scheidsrechters: Hansson, Olsson (SWE) |
| 29 januari 20:00 | (10–14)                               |              |          | Dvorana Mladosti, Rijeka Toeschouwers: 100 Scheidsrechters: Hansson, Olsson (SWE) |
| 29 januari 20:00 |                                       |              |          | Dvorana Mladosti, Rijeka Toeschouwers: 100 Scheidsrechters: Hansson, Olsson (SWE) |
| 29 januari 20:00 | Regulier: 23–23 Verlenging(en): 27–30 |              |          | Dvorana Mladosti, Rijeka Toeschouwers: 100 Scheidsrechters: Hansson, Olsson (SWE) |

### 5de/6de plaats
| 29 januari 21:00 | Kroatië | 24–25 | Slovenië | Dom Športova, Zagreb Toeschouwers: 10.000 Scheidsrechters: Garcia, Moreno (FRA) |
| 29 januari 21:00 | (12–12) |       |          | Dom Športova, Zagreb Toeschouwers: 10.000 Scheidsrechters: Garcia, Moreno (FRA) |
| 29 januari 21:00 |         |       |          | Dom Športova, Zagreb Toeschouwers: 10.000 Scheidsrechters: Garcia, Moreno (FRA) |

### Troostfinale
| 30 januari 15:00 | Spanje  | 24–23 | Frankrijk | Dom Športova, Zagreb Toeschouwers: 4.000 Scheidsrechters: Pendic, Majstorovic (SRB) |
| 30 januari 15:00 | (13–12) |       |           | Dom Športova, Zagreb Toeschouwers: 4.000 Scheidsrechters: Pendic, Majstorovic (SRB) |
| 30 januari 15:00 |         |       |           | Dom Športova, Zagreb Toeschouwers: 4.000 Scheidsrechters: Pendic, Majstorovic (SRB) |

### Finale
| 30 januari 17:30 | Rusland                                      | 31–32 (n.2V.) | Zweden | Dom Športova, Zagreb Toeschouwers: 7.500 Scheidsrechters: Migas, Bavas (GRE) |
| 30 januari 17:30 | (15–9)                                       |               |        | Dom Športova, Zagreb Toeschouwers: 7.500 Scheidsrechters: Migas, Bavas (GRE) |
| 30 januari 17:30 |                                              |               |        | Dom Športova, Zagreb Toeschouwers: 7.500 Scheidsrechters: Migas, Bavas (GRE) |
| 30 januari 17:30 | Regulier: 24–24 Verlenging(en): 27–27, 31–32 |               |        | Dom Športova, Zagreb Toeschouwers: 7.500 Scheidsrechters: Migas, Bavas (GRE) |

## Eindrangschikking
| Goud   | Zweden     |
| Zilver | Rusland    |
| Brons  | Spanje     |
| 4      | Frankrijk  |
| 5      | Slovenië   |
| 6      | Kroatië    |
| 7      | Portugal   |
| 8      | Noorwegen  |
| 9      | Duitsland  |
| 10     | Denemarken |
| 11     | IJsland    |
| 12     | Oekraïne   |

| 2000 Europees kampioen mannen · Zweden · 3e titel Selectie: Tomas Svensson, Peter Gentzel, Martin Boquist, Magnus Wislander, Tomas Sivertsson, Ola Lindgren, Martin Frandesjö, Andreas Larsson, Johan Pettersson, Stefan Lövgren, Pierre Thorsson, Staffan Olsson, Magnus Andersson, Mathias Franzén en Ljubomir Vranjes. · Bondscoach: Bengt Johansson. |